# Барбара Булић
Барбара Булић (Јастребарско, 1923 — Загреб, 1968) била је вишетрука првакиња Југославије у куглању (1951, 1953, 1954), првакиња Загреба и Хрватске, југословенска рекордерка, заслужна стортисткиња Југославије.
За репрезентацију Југославије од 1951. до 1965, такмичила се 33 пута.
Једна је од организатора прве женске куглашке екипе КШК Понграчево, огранак КШД Братство, из Загреба 1950. године.
Највећи међународни успеси Булићеве били су:
- прво место у паровима на Европском првенству у куглању 1964 у Будимпешти, у пару са Цветком Чадеж (Крањ) када су поставиле први светски рекорд у игри парова,
- треће место на истом првенству, само у појединачној конкуренцији

Заслужна је и за екипне успехе женског куглања:
- прво место на Европском првенстви 1960. у Загребу;
- прво место на Европском првенству 1962. у Братислави.

Учествовала је и на светским првенствима и заузела следећа места:
- 1953 — Београд седма појединачно, друга са репрезентацијом
- 1955 — Есен дванаеста појединачно, друга са репрезентацијом
- 1957 — Беч пета појединачно, четврта са репрезентацијом
- 1959 — Бусен није се пласирала у финале
- 1959 — Братислава екипно светски прваци